# 이나바 마사나리 (1775년)
이나바 마사나리(일본어: 稲葉正備 いなば まさなり[*], 안에이 4년 11월 15일 (1775년 12월 7일) ~ 분카 12년 3월 8일 (1815년 4월 17일))는 야마시로 요도번 8대 번주이자, 마사나리계 이나바가 종가 12대 당주이다.
7대 번주 이나바 마사노부의 차남이다. 어머니는 마츠다이라 무네노부의 딸이다. 정실은 아베 마사토모의 딸이다. 자녀는 이나바 마사노리 (장남)뿐이다. 관위는 종5위하, 종4위하, 나가토노카미, 탄고노카미이다. 아명은 사다노스케이다.
큰형이 요절했기 때문에 후계자가 되었다. 분카 3년 (1806년), 아버지의 사망으로 뒤를 이었다. 
분카 12년 (1815년) 3월 8일, 41세의 나이로 사망하여, 후계자였던 장남 마사노리가 뒤를 이었다.
| 전임 이나바 마사노부 | 제8대 요도번 번주 1806년 - 1815년 | 후임 이나바 마사노리 |